# Конощенко Тарас Володимирович
Тара́с Коно́щенко (лат. Taras Konoshchenko) — український співак, бас.

## Життєпис
Тарас Конощенко народився у Києві в родині музикантів. Його батько Володимир Конощенко теж діяч мистецтва, а прадід Володимира Федоровича — Андрій Конощенко, сучасник видатних композиторів Миколи Лисенка та Кирила Стеценка, був відомим українським фольклористом. Тарас навчався на диригентсько-хоровому факультеті Київського училища імені Р.Глієра (педагог з вокалу Іван Гнатович Поливода). Одночасно був учасником рок-групи «Альтернатива». Після звкінчення училища вступив на вокальне відділення Національної музичної академії (клас педагога Зінаїди Бузини). Освіту він отримав за фахом фортепіано, хорове диригування, оперний та концертний спів у найкращих музичних академіях України і продовжив навчання в аспірантурі Мюнхенської вищої музичної школи, а потім як стажер у Баварській державній опері (Мюнхен).
В 1994 р. відбувся німецький дебют митця у ролі Зарастро — «Чарівна флейта» Моцарта у Мюнхенському Принцреґентентеатрі під керуванням Сіра Коліна Девіса. Співак є лауреатом і призером багатьох вокальних конкурсів, він виступав з концертами у Європі, Японії, Північній та Латинській Америці.
З 1998 по 2003 р. Тарас Конощенко був солістом Баварської Штаатсопери, де він крім інших заспівав партії Колліне (Богема), Мазетто (Дон Жуан), Фараон (Аїда), Лодовіко (Отелло), Неттуно (Повернення Улісса на батьківщину), Зуніга (Кармен).
Восени 2005 р. співака запросили до ансамблю Мангаймського Національного театру (Nationaltheater Mannheim), де він крім інших виконував партії Падре Гвардіано (Сила долі), Лепорелло (Дон Жуан), Раймонда (Лючіа ді Ламмермур), Феррандо (Трубадур), Бартоло (Весілля Фігаро), 
Якопо Ф'єско (Симон Боканегра), Даланда (Летючий Голландець).
З 2008 року працює вільним співаком.
У своїй успішній кар'єрі митець співав на багатьох оперних сценах, зокрема: театр Брегенца, Опера Бонна (Oper Bonn), Німецька опера (Берлін) (Deutsche Oper Berlin), Фольксопера (Відень), Королівський театр Ла Монне (Брюссель), Театр Дессау, Фестшпільгаус (Баден-Баден), Великий оперний театр «Лісеу» (Барселона), Державний театр Штуттгарта (Staatstheater Stuttgart), Опера Тулон, Опера Дортмунд, Державний театр Гановера. На концертах він виступав також з Мюнхенським філармонічним оркестром, Ізраїльським філармонічним оркестром у Тель-Авіві та Хайфі, з Берлінським філармонічним оркестром, симфонічним оркестром Бамберга (на фестивалі Р.Штрауса в Гарміш-Партенкірхені).
Співак працював разом крім інших з такими видатними диригентами як Георг Шолті, Зубін Мета, Вольфганг Завалліш, Джеймс Лівайн, Кент Нагано, Фабіо Луїзі, Марчелло Віотті.
У своєму репертуарі Тарас Конощенко має більш ніж 80 оперних партій, в тому числі Захарія (Набукко), Філіп II (Дон Карлос), Рамфіс (Аїда), Банко (Макбет), Базиліо (Севільський цирульник), Граф Родольфо (Сомнамбула), Пімен (Борис Годунов), Князь Гремін (Євгеній Онєгін), Кончак (Князь Ігор).